# Comuna Hudlovo, Ujhorod
Hudlovo (în ucraineană Худльово) este o comună în raionul Ujhorod, regiunea Transcarpatia, Ucraina, formată din satele Antalovți, Certej, Hudlovo (reședința), Leahivți și Verhnie Solotvîno.

## Demografie
Componența lingvistică a comunei Hudlovo
     Ucraineană (94,64%)
     Slovacă (2,67%)
     Romani (1,42%)
     Alte limbi (1,2%)
Conform recensământului din 2001, majoritatea populației comunei Hudlovo era vorbitoare de ucraineană (94,64%), existând în minoritate și vorbitori de slovacă (2,67%) și romani (1,42%).